# Нью-рейв
Нью-рейв (англ. new rave) (також званий neu-rave або nu-rave) — узагальнена назва для музичного стилю, об'єднуючого в собі елементи електро, диско, фанку, панку та інді-року. В цілому нью-рейв — стиль дуже різносторонній і з часом трансформується, в ньому з'являються нові елементи і поєднання різних стилів. Як самостійна течія розвинувся у Великій Британії в 2006 році.

## Виконавці
- Cansei de Ser Sexy
- Crystal Castles
- Justice
- Narkotiki
- Klaxons
- New Young Pony Club
- Shitdisco
- Trash Fashion
- Van She